# Johann Gottlieb Ferdinand Frick
Johann Gottlieb Ferdinand Frick (* 1809 in Berlin; † 21. Mai 1880 ebenda) war ein deutscher Historien-, Genre- und Porträtmaler.

## Leben
Biographische Angaben zu Johann Gottlieb Ferdinand Frick finden sich nur vereinzelt. Nachweisen lässt sich für die Zeit vor 1826 bis nach 1832 ein Studium der Malerei an der Preußischen Akademie der Künste in Berlin. Frick war dort unter anderem Schüler des Hofmalers und Galerieinspektors Wilhelm Ternite. Zwischen 1826 und 1856 nahm er an der Berliner Akademie-Ausstellung, vorwiegend mit Genregemälden, teil.
Um 1836 bis nach 1845 lässt sich weiterhin ein Parisaufenthalt und eine Ausbildung im Atelier von Paul Delaroche verifizieren. Dort nahm Frick 1839 auch an den Ausstellungen des Pariser Salons teil. Ungeklärt ist hingegen ungefähr ein Jahrzehnt seiner künstlerischen Laufbahn. Denn erst ab 1856 und bis 1879 lässt sich Frick in Berlin wiederholt als Historienmaler nachweisen.

## Werke
In Paris entstandene künstlerische Werke:
- Mutter und Kind an einem Grabmal, Verbleib unbekannt
- Portrait en pied de M. le P…, Verbleib unbekannt